# Венжер, Ирина Владимировна
Ирина Владимировна Ве́нжер (1903—1976) — советский режиссёр документального кино. Лауреат Сталинской премии второй степени (1948).

## Биография
И. В. Венжер родилась 21 апреля (4 мая) 1903 год в Ялте.
Мать — Анна Николаевна Венжер, фельдшер, работала в клинике доктора С. Я. Елпатьевского в Ялте. Отец — Матвей Николаевич Кремли (1865, Одесса — 1940, Москва), российский и советский винодел; обучался в Никитском училище садоводства и виноделия (исключен за распространение революционной литературы); стажировался на винодельческих производствах во Франции, Испании, Португалии (1903—1904); главный винодел удельных ведомств (1910—1916); заведующий производством «Крымвинделуправления» (1923—1931).
Ирина Венжер окончила женскую Ялтинскую гимназию (ныне — Ялтинская гимназия им. А. П. Чехова), где в разные годы учились — поэтесса Марина Цветаева и ее младшая сестра Анастасия, двоюродная сестра Набокова Екатерина, будущая голливудская актриса Алла Назимова и другие. Поступила в театральное училище в Симферополе. В 1920 году перебралась в Москву по приглашению брата Владимира Григорьевича Венжера.
С 1927 года склейщица (монтажница) в Совкино. С 1932 года режиссёр Московской студии треста Союзкинохроника (с 1944 года — ЦСДФ). В годы Великой Отечественной войны режиссёр фронтовых киноочерков, киножурналов. Член ВКП(б) с 1932 года.
Режиссёр киножурналов, в том числе: «Союзкиножурнал», «Наука и техника», «Советское искусство», «Новости дня», «Советский спорт», «Искусство», «Пионерия».
В 1969—1970 годах преподавала «Кинорежиссуру» и «Монтаж» слушателям отделения режиссёров документального кино Высших курсов сценаристов и режиссёров.
Жена кинорежиссёра Я. М. Посельского, мать Н. Я. Венжер.
И. В. Венжер умерла 14 ноября 1973 года, похоронена на Новом Донском кладбище.

## Фильмография (выборочно)
- 1932 — На страже рубежей
- 1934 — Челюскинцы (c Я. М. Посельским)
- 1937 — На Северном полюсе (с Я. М. Посельским)
- 1938 — Папанинцы (с Я. М. Посельским)
- 1938 — Повесть о завоёванном счастье
- 1940 — Казахстан (с Я. М. Посельским)
- 1946 — Молодость нашей страны (с С. И. Юткевичем)
- 1947 — Всесоюзный парад физкультурников (с С. Д. Бубриком)
- 1949 — Великий пример
- 1956 — В дни Спартакиады (с В. Н. Бойковым)
- 1959 — Мы были на Спартакиаде
- 1960 — Времена года
- 1962 — Голос революционной Кубы

## Награды и премии
- Сталинская премия второй степени (1948) — за фильм «Всесоюзный парад физкультурников 1947 года» (1947).
- Приз кинофестиваля в Канне — за фильм «Молодость нашей страны» (1946).